# Aftokinitodromos 9

Der Aftokinitodromos 9 (griechisch Αυτοκινητόδρομος 9 ‚Autobahn 9‘) war eine griechische Autobahn und wurde durch Festlegung der griechischen Regierung im Januar 2008 zum südlichen Teilstück der Autobahn 5. Eine Autobahn mit der Nummerierung A9 existiert demzufolge derzeit nicht mehr. Allerdings dürften noch viele Verkehrsschilder und Karten die alte Nummerierung tragen.